# Anna Brigadere
Anna Brigadere (Kalnamuiža, 1º ottobre 1861 – Tērvete, 25 giugno 1933) è stata una scrittrice e drammaturga lettone, figura centrale della letteratura lettone del primo Novecento.
Le sue opere sono considerate pilastri della tradizione narrativa e teatrale lettone, e dal 1986 viene conferito il Premio Anna Brigadere per onorare il contributo alla letteratura nazionale.

## Biografia
Nacque nel villaggio di Baļļi, nella regione storica della Semgallia, in una famiglia di servi della gleba. Dopo la morte del padre nel 1874, si trasferì con la madre a Jelgava e successivamente visse a Ventspils e Riga, dove lavorò nel negozio del fratello. Lavorò anche a Mosca e Jaroslavl' come governante, prima di tornare a Riga per intraprendere la carriera di insegnante privata.

### Carriera letteraria
La sua prima opera, il racconto Slimnīcā, fu scritta intorno al 1893 e pubblicata nel 1896. Il suo primo libro, Vecā Karlīne, uscì nel 1897.
Il grande successo arrivò nel 1903 con la fiaba teatrale Sprīdītis, scritta per il Teatro Lettone di Riga e destinata a diventare un classico del genere in Lettonia.
Nel corso della sua carriera scrisse numerose fiabe teatrali, tra cui Princese Gundega un karalis Brusubārda, Maija un Paija e Lolitas brīnumputns.
Durante la Prima Guerra Mondiale si rifugiò a Mosca, dove compose il poema Spēka dēls (1917). Tornò poi in Lettonia e nel 1922 ricevette in dono una casa a Tērvete, che chiamò Sprīdīši, oggi museo a lei dedicato.

#### Trilogia autobiografica
Tra il 1926 e il 1933 scrisse la trilogia autobiografica considerata il suo capolavoro: Dievs. Daba. Darbs (1926), Skarbos vējos (1930) e Akmens sprostā (1933). L’opera è un ritratto psicologico dell’infanzia dell’autrice, filtrato attraverso il personaggio di Annele, con una prosa ricca e profondamente umana.

### Morte e sepoltura
Anna Brigadere è sepolta nel Cimitero del Bosco di Riga.

## Opere
- 1896 – Slimnīcā ("In ospedale")

- 1897 – Vecā Karlīne ("La vecchia Karlīne")

- 1903 – Sprīdītis ("Il piccolo Sprīdītis")

- 1905 – Pastariņš ("Il piccolo apprendista")

- 1908 – Princese Gundega un karalis Brusubārda ("La principessa Gundega e il re Barba Bruna")

- 1911 – Maija un Paija ("Maija e Paija")

- 1917 – Spēka dēls ("Il figlio della forza")

- 1923 – Lolitas brīnumputns ("L’uccello magico di Lolita")

- 1926 – Dievs. Daba. Darbs ("Dio. Natura. Lavoro")

- 1930 – Skarbos vējos ("Nei venti aspri")

- 1933 – Akmens sprostā ("Nella gabbia di pietra")